# Широкий Буерак (Вольский район)
Широ́кий Буера́к — село в Вольском районе Саратовской области, административный центр Широкобуеракского муниципального образования.

## География
Находится на правом берегу Волги на расстоянии примерно 18 км по прямой на восток-северо-восток от районного центра города Вольск. Через село проходит региональная трасса Р228.

## Палеонтология
В глинах раннего мелового периода близ села обнаружен частичный скелет ихтиозавра параофтальмозавра (Paraophthalmosaurus).

## История
Село было основано в первой четверти XVIII века. Первым названием было Покровское, однако впоследствии закрепилось название Широкое или Широкий Буерак по большому оврагу возле села. Не позднее 1860 года была построена православная Архангельская церковь. К началу Первой мировой войны в селе насчитывалось 1094 хозяйства и 5315 жителей. В советское время работали колхозы «Путь к социализму», имени Ворошилова и «Россия». В 1935—1951 годах село было центром Широко-Буеракского района.

## Население
| 1939 | 2002  | 2010  |
| ---- | ----- | ----- |
| 3253 | ↘1117 | ↘1115 |

Население составляло 1117 человек в 2002 году (93 % русские), 1115 в 2010.

## Инфраструктура
Имеются детский сад, культурно-досуговый центр, участковая больница, пункт связи, магазины.